# قاعدة بيانات الرواية المرئية
قاعدة بيانات الرواية المرئية (بالإنجليزية: The Visual Novel Database)، واختصارًا VNDB، هو موقع شامل عبر الإنترنت للروايات المرئية يشتمل على قاعدة بيانات و‌ويكي و‌منتدى إنترنت لمناقشتها. اعتبارًا من 2019، فهرست قاعدة بيانات الرواية المرئية ما يزيد عن 24٬000 رواية مرئية، كما تضمن منتداه ما يزيد عن 14٬300 مستخدم مسجل.

## وصلات خارجية
- الموقع الرسمي